# Backstabbed in a Backwater Dungeon
«Backstabbed in a Backwater Dungeon: My Trusted Companions Tried to Kill Me, but Thanks to the Gift of an Unlimited Gacha I Got LVL 9999 Friends and Am Out for Revenge on My Former Party Members and the World» (яп. 信じていた仲間達にダンジョン奥地で殺されかけたがギフト『無限ガチャ』でレベル9999の仲間達を手に入れて元パーティーメンバーと世界に復讐&『ざまぁ！ 』します！, Shinjite Ita Nakama-tachi ni Dungeon Okuchi de Korosarekaketa ga Gift "Mugen Gacha" de Level 9999 no Nakama-tachi o Te ni Irete Moto Party Member to Sekai ni Fukushū & "Zamā!" Shimasu!, Удар у спину в глухому підземеллі: Мої довірені товариші намагалися вбити мене, але завдяки подарунку безлімітної гачі я знайшов 9999 друзів і готовий помститися своїм колишнім товаришам) — серія ранобе, написана Мейкю Шісуї та проілюстрована Тефом.
Серіал почав публікуватися на онлайн-платформі Shōsetsuka ni Narō у квітні 2020 року, а пізніше був придбаний видавництвом Hobby Japan для друку в травні 2021 року, разом з адаптацією манґи від Такафумі Омае, що видається Kodansha з травня 2021 року. Обидві серії були ліцензовані для випуску англійською мовою: J-Novel Club видає ранобе, а Seven Seas Entertainment — манґу. Адаптація у форматі аніме-серіалу, виробництвом якого займається студія J.C.Staff, має вийти в жовтні 2025 року.

## Сюжет
Сюжет розповідає про Лайта, шукача пригод, який був членом групи «Зібрання племен», що бореться з дискримінацією щодо людської раси. Одного разу Лайта зрадили його товариші по групі та залишили помирати в підземеллі під назвою Безодня. Обурений цим, Лайт присягнувся помститися їм за зраду та те, що вони його покинули.

## Медіа

### Ранобе
Серія написана Мейкю Шісуї спочатку випускалася як веброман на сайті Shōsetsuka ni Narō з 17 квітня 2020 року. Видавництво Hobby Japan придбало права на друковане видання і перший том вийшов 19 травня 2021 року під їхнім імпринтом HJ Novels та з ілюстраціями від Тефа.  Станом на квітень 2025 року було видано дванадцять томів.
У липні 2022 року американське видавництво J-Novel Club оголосило про придбання ліцензії на випуск серії англійською мовою.
| №  | Дата виходу       | ISBN                   |
| -- | ----------------- | ---------------------- |
| 1  | 19 транвя 2021    | ISBN 978-4-7986-2499-0 |
| 2  | 18 вересня 2021   | ISBN 978-4-7986-2587-4 |
| 3  | 19 січня 2022     | ISBN 978-4-7986-2715-1 |
| 4  | 19 травня 2022    | ISBN 978-4-7986-2840-0 |
| 5  | 20 вересня 2022   | ISBN 978-4-7986-2931-5 |
| 6  | 19 січня 2023     | ISBN 978-4-7986-3053-3 |
| 7  | 19 травня 2023    | ISBN 978-4-7986-3188-2 |
| 8  | 19 жовтня 2023    | ISBN 978-4-7986-3314-5 |
| 9  | 19 березня 2024   | ISBN 978-4-7986-3466-1 |
| 10 | 19 липня 2024     | ISBN 978-4-7986-3589-7 |
| 11 | 19 листопада 2024 | ISBN 978-4-7986-3679-5 |
| 12 | 18 квітня 2025    | ISBN 978-4-7986-3815-7 |

### Манґа
Адаптація манґи почала публікуватися на сайті Magazine Pocket видавництва Kodansha 25 травня 2021 року, а її ілюстратором став Такафумі Омае.
Перший том манґи у форматі танкобон вийшов 6 серпня 2021 року. Станом на травень 2025 року видано шістнадцять томів. Також було випущено 31 розділ манґи не у форматі танкобон
У травні 2022 року видавництво Seven Seas Entertainment оголосило про ліцензування манґи для перекладу англійською мовою.
| №  | Дата виходу      | ISBN                   |
| -- | ---------------- | ---------------------- |
| 1  | 6 серпня 2021    | ISBN 978-4-06-521299-8 |
| 2  | 9 листопада 2021 | ISBN 978-4-06-522356-7 |
| 3  | 9 лютого 2022    | ISBN 978-4-06-523160-9 |
| 4  | 9 травня 2022    | ISBN 978-4-06-524476-0 |
| 5  | 9 серпня 2022    | ISBN 978-4-06-525988-7 |
| 6  | 9 листопада 2022 | ISBN 978-4-06-529712-4 |
| 7  | 9 лютого 2023    | ISBN 978-4-06-530526-3 |
| 8  | 9 травня 2023    | ISBN 978-4-06-531556-9 |
| 9  | 8 серпня 2023    | ISBN 978-4-06-532601-5 |
| 10 | 9 листопада 2023 | ISBN 978-4-06-533510-9 |
| 11 | 8 лютого 2024    | ISBN 978-4-06-534547-4 |
| 12 | 9 травня 2024    | ISBN 978-4-06-535540-4 |
| 13 | 7 серпня 2024    | ISBN 978-4-06-536515-1 |
| 14 | 8 листопада 2024 | ISBN 978-4-06-537423-8 |
| 15 | 7 лютого 2025    | ISBN 978-4-06-538410-7 |
| 16 | 9 травня 2025    | ISBN 978-4-06-539456-4 |
| 17 | 7 серпня 2025    | ISBN 978-4-06-540358-7 |

### Аніме
Анонс аніме-адаптації відбувся 15 листопада 2024 року. Пізніше було сказано що це буде телевізійний серіал від студії J.C.Staff, режисером якого став Кацуші Сакурабі. За написання сценарію відповідає Хіроші Оногі, дизайн персонажів розробляє Юкіе Судзукі, а музику напише Рьо Такахаші. Прем'єра запланована на 3 жовтня 2025 року на каналі Tokyo MX та інших.
Компанія Muse Communication придбала ліцензію на трансляцію серіалу в Південній та Південно-Східній Азії.